# آینه ونوس (سرده)
آینه ونوس (نام علمی: Legousia) نام یک سرده از تیره گل‌استکانیان است.